# Costante Girardengo
Costante Girardengo (Novi Ligure, 18 de março de 1893 – Cassano Spinola, 9 de fevereiro de 1978)  foi um ciclista italiano. Atuou profissionalmente entre 1912 e 1936.
Foi o vencedor do Giro d'Italia em 1919 e 1923 .